# Tzalkuní
Els Tzalkuní van ser una família de nakharark d'Armènia que tenia el feu hereditari situat a la comarca del Tzalkotn, a la província de l'Airarat.